# جيمي كوني
جيمي كوني (بالإنجليزية: Jimmy Cooney) هو لاعب كرة قاعدة أمريكي، ولد في 24 أغسطس 1894 في كرانستون في الولايات المتحدة، وتوفي في 7 أغسطس 1991 في وارويك في الولايات المتحدة.

## وصلات خارجية
- جيمي كوني على موقعبيزبول رفرنس.كوم (الدوري الرئيسي) (الإنجليزية)
- جيمي كوني على موقعبيزبول رفرنس.كوم (الدوري الثانوي) (الإنجليزية)
- جيمي كوني على موقع مشجعي الرسوم البيانية (الإنجليزية)